# Apocephalus ctenicoxa
Apocephalus ctenicoxa är en tvåvingeart som beskrevs av Brown 2002. Apocephalus ctenicoxa ingår i släktet Apocephalus och familjen puckelflugor. Inga underarter finns listade i Catalogue of Life.